# Discografia de Apink
Essa é a discografia do girl group sul-coreano Apink que estreou em 2011 com seu single I Don't Know, e desde então está presente no mundo da música. O grupo consiste em seis integrantes: Chorong, Bomi, Eunji, Naeun, Namjoo e Hayoung. A ex-integrante Yookyung saiu do grupo em abril de 2013. Até agora, o grupo lançou quatro álbuns de estúdio, cinco extended plays e dezessete singles.

## Álbuns

### Álbuns de estúdio
| Une Annee                                                                                    | - Lançamento: 9 de maio de 2012 - Gravadora: A Cube Entertainment, CJ E&M Music - Formato: CD, download digital            | 4 | —  | - KOR: 41,421+               |
| Pink Memory                                                                                  | - Lançamento: 21 de julho de 2015 - Gravadora: A Cube Entertainment, LOEN Entertainment - Formato: CD, download digital    | 2 | 36 | - KOR: 90,400+ - JPN: 5,330+ |
| Pink Revolution                                                                              | - Lançamento: 26 de setembro de 2016 - Gravadora: A Cube Entertainment, LOEN Entertainment - Formato: CD, download digital | 2 | 39 | - KOR: 48,013+ - JPN: 2,631  |
| Japonês                                                                                      | |   |    |                              |
| Pink Season                                                                                  | - Lançamento: 26 de agosto de 2015 - Gravadora: Universal Music Japan - Formato: CD, download digital                      | — | 5  | - KOR: 22,804+               |
| "—" indica lançamentos que não figuraram nas paradas ou que não foram lançados nessa região. | |   |    |                              |

### Extended plays (EPs)
| Seven Springs of A Pink                                                                      | - Lançamento: 19 de abril de 2011 - Gravadora: A Cube Entertainment, CJ E&M Music - Formato: CD, download digital          | 6 | —  | - KOR: 25,745+               |
| Snow Pink                                                                                    | - Lançamento: 22 de novembro de 2011 - Gravadora: A Cube Entertainment, CJ E&M Music - Formato: download digital           | 7 | —  | - KOR: 27,470+               |
| Secret Garden                                                                                | - Lançamento: 5 de julho de 2013 - Gravadora: A Cube Entertainment, CJ E&M Music - Formato: CD, download digital           | 2 | 81 | - KOR: 71,697+ - JPN: 3,480+ |
| Pink Blossom                                                                                 | - Lançamento: 31 de março de 2014 - Gravadora: A Cube Entertainment, LOEN Entertainment - Formato: CD, download digital    | 2 | 59 | - KOR: 76,307+ - JPN: 6,139+ |
| Pink Luv                                                                                     | - Lançamento: 24 de novembro de 2014 - Gravadora: A Cube Entertainment, LOEN Entertainment - Formato: CD, download digital | 1 | 53 | - KOR: 80,698+ - JPN: 4,805+ |
| "—" indica lançamentos que não figuraram nas paradas ou que não foram lançados nessa região. | |   |    |                              |

## Singles

### Singles coreanos
| "I Don't Know"                                                                               | 2011 | 20 | —  | - KOR: 999,637+   | Seven Springs of Apink |
| "It Girl" (Remix Version)                                                                    | 2011 | 47 | —  | - KOR: 425,781+   | Seven Springs of Apink |
| "My My"                                                                                      | 2011 | 16 | 16 | - KOR: 1,906,585+ | Snow Pink              |
| "April 19th"                                                                                 | 2012 | 44 | 35 | - KOR: 149,514+   | Une Année              |
| "Hush"                                                                                       | 2012 | 11 | 13 | - KOR: 1,280,030+ | Une Année              |
| "Bubibu" (Remix Version)                                                                     | 2012 | 20 | 18 | - KOR: 501,234    | Une Année              |
| "NoNoNo"                                                                                     | 2013 | 3  | 2  | - KOR: 1,786,623+ | Secret Garden          |
| "Good Morning Baby"                                                                          | 2014 | 6  | 11 | - KOR: 457,087+   | Pink Luv               |
| "Mr. Chu" (On Stage)                                                                         | 2014 | 2  | 2  | - KOR: 1,580,825+ | Pink Blossom           |
| "Luv"                                                                                        | 2014 | 2  | —  | - KOR: 1,490,824+ | Pink Luv               |
| "Promise U"                                                                                  | 2015 | 16 | —  | - KOR: 72,460+    | Pink Memory            |
| "Remember"                                                                                   | 2015 | 2  | —  | - KOR: 1,111,701+ | Pink Memory            |
| "The Wave"                                                                                   | 2016 | 16 | —  | - KOR: 154,085+   | Pink Revolution        |
| "Only One"                                                                                   | 2016 | 5  | —  | - KOR: 298,053+   | Pink Revolution        |
| "—" indica lançamentos que não figuraram nas paradas ou que não foram lançados nessa região. |      |    |    |                   |                        |

### Singles japoneses
| "NoNoNo"                                                                                     | 2014 | 4  | 6  | - JPN: 39,217+ | Pink Season          |
| "Mr. Chu"                                                                                    | 2015 | 2  | 5  | - JPN: 59,460+ | Pink Season          |
| "Luv"                                                                                        | 2015 | 2  | 4  | - JPN: 47,100+ | Pink Season          |
| "Sunday Monday"                                                                              | 2015 | 6  | 19 | - JPN: 18,591+ | Lançamento sem álbum |
| "Brand New Days"                                                                             | 2016 | 11 | 26 | - JPN: 9,924+  | Lançamento sem álbum |
| "Summer Time"                                                                                | 2016 | 2  | 5  | - JPN: 41,127+ | Lançamento sem álbum |
| "—" indica lançamentos que não figuraram nas paradas ou que não foram lançados nessa região. |      |    |    |                |                      |

## Outras canções cartografadas
| Ano  | Título                                 | Melhores posições nas paradas | Álbum           |
| Ano  | Título                                 | KOR                           | Álbum           |
| ---- | -------------------------------------- | ----------------------------- | --------------- |
| 2012 | "Cat"                                  | 175                           | Une Année       |
| 2012 | "Step"                                 | 170                           | Une Année       |
| 2012 | "Boy"                                  | 189                           | Une Année       |
| 2012 | "I Got You"                            | 187                           | Une Année       |
| 2012 | "Up To The Sky" (feat. Yong Jun-hyung) | 156                           | Une Année       |
| 2013 | "U You"                                | 42                            | Secret Garden   |
| 2013 | "Lovely Day"                           | 67                            | Secret Garden   |
| 2013 | "I Need You"                           | 127                           | Secret Garden   |
| 2013 | "Secret Garden"                        | 136                           | Secret Garden   |
| 2014 | "Sunday Monday"                        | 22                            | Pink Blossom    |
| 2014 | "Fairytale Love"                       | 24                            | Pink Blossom    |
| 2014 | "So Long"                              | 30                            | Pink Blossom    |
| 2014 | "Crystal"                              | 32                            | Pink Blossom    |
| 2014 | "Mr. Chu"                              | 52                            | Pink Blossom    |
| 2014 | "Secret"                               | 14                            | Pink Luv        |
| 2014 | "Wanna Be"                             | 37                            | Pink Luv        |
| 2014 | "Not an Angel"                         | 39                            | Pink Luv        |
| 2014 | "Love Like a Fairytale"                | 45                            | Pink Luv        |
| 2015 | "Perfume"                              | 92                            | Pink Memory     |
| 2015 | "Attracted to U"                       | 63                            | Pink Memory     |
| 2015 | "Dejavu"                               | 95                            | Pink Memory     |
| 2015 | "Petal" (꽃잎점)                       | 70                            | Pink Memory     |
| 2016 | "Boom Pow Love"                        | 46                            | Pink Revolution |
| 2016 | "Ding Dong"                            | 56                            | Pink Revolution |
| 2016 | "Oh Yes"                               | 62                            | Pink Revolution |
| 2016 | "Fairy"                                | 83                            | Pink Revolution |
| 2016 | "To. Us"                               | 84                            | Pink Revolution |
| 2016 | "Catch Me"                             | 91                            | Pink Revolution |

## Colaborações
| Ano  | Canção                                      | Integrante(s)  | Outro(s) artista(s) | Álbum                     |
| ---- | ------------------------------------------- | -------------- | --- | ------------------------- |
| 2011 | "Skinny Baby"                               | Todas          | Beast | Lançamento sem álbum      |
| 2011 | "Oh! My Baby"                               | Todas          | Beast | Lançamento sem álbum      |
| 2013 | "A Year Ago"                                | Eunji & Namjoo | Hyunseung | A Cube for Season # White |
| 2013 | "5! My Baby"                                | Todas          | Beast | Lançamento sem álbum      |
| 2013 | "Mini"                                      | Todas          | B.A.P | Lançamento sem álbum      |
| 2013 | "Christmas Song"                            | Todas          | Artistas da United Cube | Lançamento sem álbum      |
| 2016 | "Our Night Is More Beautiful Than Your Day" | Bomi & Namjoo  | LE do EXID, Chaeyeon do DIA, Taewoon, Lee Suk Hoon, Seo In Young, Kang Min Hee do Miss $, Chancellor, Yang Da Il e Brother Su. | Summer11 project          |

## Trilhas sonoras
| Ano  | Canção                                           | Álbum                |
| ---- | ------------------------------------------------ | -------------------- |
| 2011 | "우리 그냥 사랑하게 해주세요" (Let Us Just Love) | Protect the Boss OST |

## Videografia

### Vídeos musicais
| Ano  | Vídeo musical                                                   | Duração |
| ---- | --------------------------------------------------------------- | ------- |
| 2011 | "몰라요" (I Don't Know)                                         | 3:53    |
| 2011 | "Wishlist"                                                      | 3:35    |
| 2011 | "It Girl"                                                       | 3:30    |
| 2011 | "My My"                                                         | 4:13    |
| 2011 | "Skinny Baby" (com Beast)                                       | 3:14    |
| 2012 | "Love Day" (Eunji com Yoseob do Beast)                          | 3:54    |
| 2012 | "Hush"                                                          | 3:30    |
| 2012 | "All For You" (Eunji com Seo In Guk)                            | 4:10    |
| 2013 | "Oh! My Baby" (com Beast)                                       | 3:27    |
| 2013 | "일년전에" (A Year Ago) (Eunji & Namjoo com Hyunseung do Beast) | 4:22    |
| 2013 | "NoNoNo"                                                        | 3:45    |
| 2013 | "Secret Garden"                                                 | 4:06    |
| 2013 | "U You"                                                         | 3:26    |
| 2013 | "Mini"                                                          | 2:44    |

### Aparições em vídeos musicais
| Ano  | Título da canção                               | Artista | Notas                     |
| ---- | ---------------------------------------------- | ------- | ------------------------- |
| 2010 | "Beautiful"                                    | Beast   | Naeun (papel principal)   |
| 2010 | 숨 (Breath)                                    | Beast   | Naeun (papel principal)   |
| 2010 | 니가 제일 좋아 (I Like You The Best)           | Beast   | Naeun (papel principal)   |
| 2011 | Shock (versão em japonês)                      | Beast   | Chorong                   |
| 2012 | 비밀 (Insane)                                  | BtoB    | Chorong (papel principal) |
| 2012 | 나를 사랑했던 사람아 (A Person I Used To Love) | Huh Gak | Naeun (papel principal)   |
| 2012 | 아프다 (It Hurts)                              | Huh Gak | Naeun (papel principal)   |
| 2013 | 1440                                           | Huh Gak | Hayoung (papel principal) |
| 2013 | It's Over                                      | Speed   | Naeun                     |